# Emerson Boozer

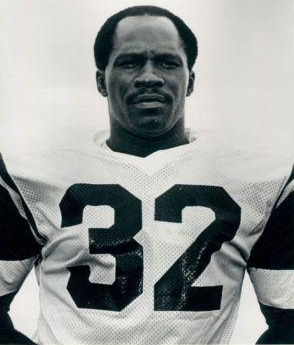
Emerson Boozer (1974)

Emerson Boozer é um ex-jogador profissional de futebol americano estadunidense.

## Carreira
Emerson Boozer foi campeão do Super Bowl III jogando pelo New York Jets.